# Drapelul Beninului

Proporțiile drapelului: 2:3

Drapelul Beninului (1975-1990)

Drapelul național al Beninului a fost adoptat în 1959. A fost schimbat datorită ascensiunii regimului Marxist în 1975, dar după căderea regimului fostul design a fost reintrodus pe 1 august 1990. Culorile sunt tradițional Pan-Africane: verde simbolizează speranța, galben simbolizează sănătatea, iar roșu simbolizează curajul.